# District de Daxing
Le district de Daxing (大兴区 ; pinyin : Dàxīng Qū) est une subdivision du sud de la municipalité de Pékin en Chine. L'aéroport international de Pékin-Daxing porte le nom de ce district dans lequel il est situé.

## Géographie
Le district s'étend sur 1 012 km2 et constitue principalement la partie sud de la banlieue de l'agglomération de Pékin. Il comprend huit sous-districts et quatorze communes.

## Démographie
| 1999    | 2006 | 2014      | 2020      |
| ------- | ---- | --------- | --------- |
| 532 550 | -    | 1 545 000 | 1 993 591 |

## Culture

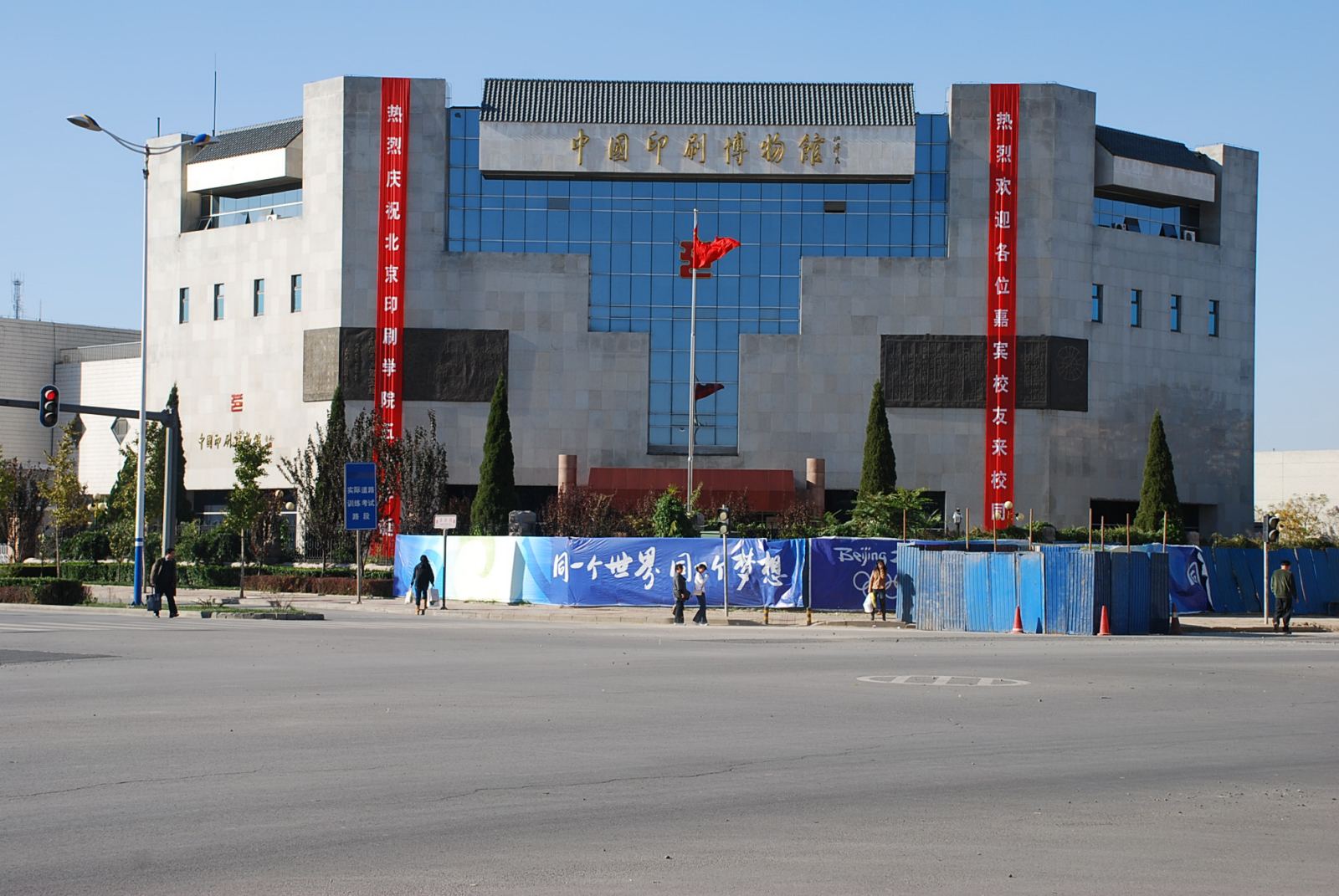
Musée de l'imprimerie de Chine

Ce district abrite le musée de l'imprimerie de Chine (中国印刷博物馆, zhōngguó yìnshuā bówùguǎn).

## Transports
Le centre urbain du district, pôle satellite autour du centre-ville de Pékin, est desservi par la ligne Daxing du métro de Pékin, qui correspond au prolongement sud de la ligne 4.
En septembre 2019, l'aéroport international de Pékin-Daxing est inauguré et devient alors le deuxième aéroport international à desservir la capitale chinoise.